# Isla Capella
Isla Capella (en inglés: Capella Island) es una isla deshabitada de 230 acres (0,93 km²) que es propiedad de las Islas Vírgenes de Estados Unidos. Se encuentra a 2 millas (4 km) al sur de la isla de St. Thomas. Está al lado de Isla Buck (Buck Island), el hogar del  Refugio Nacional de Vida Silvestre Isla Buck (Buck Island National Wildlife Refuge), aproximadamente del doble del tamaño de Capella. Junto Capella, Buck, y los islotes adyacentes a veces son conocidas como las Islas Capella (Capella Islands).